# Trachyzulpha
Trachyzulpha is een geslacht van rechtvleugeligen uit de familie sabelsprinkhanen (Tettigoniidae). De wetenschappelijke naam van dit geslacht is voor het eerst geldig gepubliceerd in 1892 door Dohrn.

## Soorten
Het geslacht Trachyzulpha omvat de volgende soorten:
- Trachyzulpha annulifera Carl, 1914
- Trachyzulpha fruhstorferi Dohrn, 1892